# Pedro de Gumiel
Pedro de Gumiel (Alcalá de Henares, c. 1460 - c. 1519) va ser un arquitecte i pintor castellà. A les ordres del cardenal Cisneros va desenvolupar el seu treball per encàrrec d'aquest en la mateixa Alcalá amb el disseny octogonal de la seva Universitat i la Sala Capitular de la Catedral de Toledo.
Va ser el mestre d'obres per excel·lència del Cardenal, a qui agradava l'estil singular de Gumiel, barreja de l'art mudèjar i unes certes dosis de plateresc i que, alguns historiadors de l'art, han vingut en denominar «estil Cisneros».
Els seus primers treballs a Alcalá destacaven per mantenir les característiques del gòtic que més tard també ens recordarà a la catedral de Toledo, però a poc a poc va incorporar elements renaixentistes. No se sap de mena certa si va participar en la construcció de la Universitat d'Alcalá des dels seus inicis, encara que la majoria dels autors així ho creuen donada la gran sintonia amb el projecte de Cisneros. Almenys se sap quina obra seva va ser: el Paranimf de la Universitat i la capella -aleshores Col·legi- de Sant Ildefons on la tècnica és similar a la que va emprar amb posterioritat a la Sala Capitular toledana. També van ser obra seva diversos edificis més petits, inclosa la biblioteca.
Va mantenir durant tota la seva trajectòria professional a constructors d'Alcalá i de Toledo en què confiava, i amb ells va treballar en Sigüenza i Miraflores de la Sierra.